# Иван Облјаков
Иван Сергејевич Облјаков (рус. Иван Сергеевич Обляков; Виндин Остров, 5. јул 1998) је руски фудбалер који тренутно наступа за ЦСКА из Москве. Игра на позицији везног играча.

## Успеси
ЦСКА Москва
- Куп Русије (1) : 2022/23.[7]
- Суперкуп Русије: (финале: 2023)[8]

Појединачни
- Играч месеца у Премијер лиги Русије: април 2023.[9]
- Међу 33 најбољих фудбалера Премијер лиге Русије: 2022/23.[10]